# Кювета

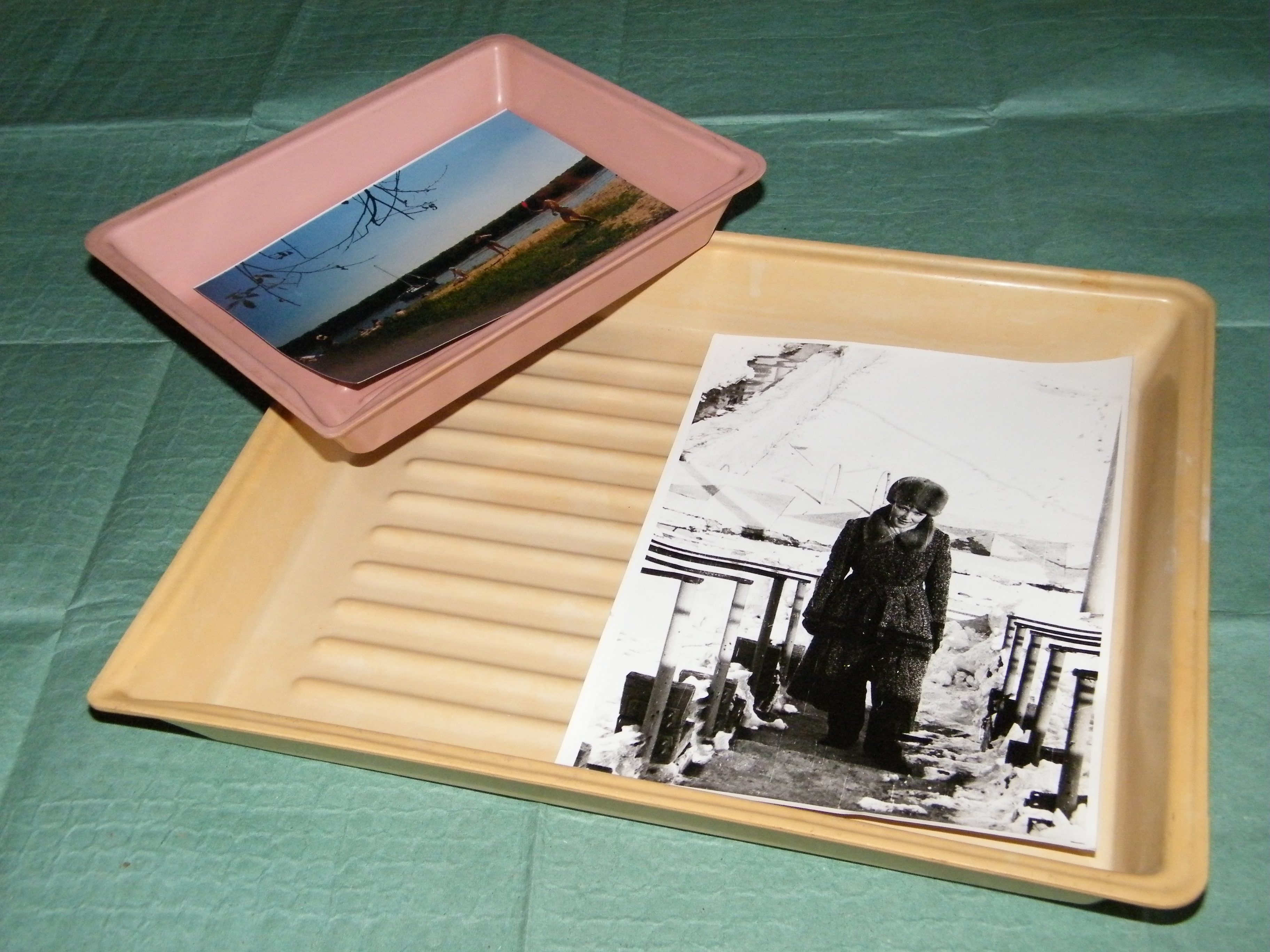
Кюветы для обработки фотобумаги

Кюве́та или кюве́тка (от фр. cuvette, дословно — «лохань», «таз»), ванночка — сосуд плоской формы, имеющий ребристое или иным образом профилированное дно и носик в одном из углов.

## Описание
Предназначена для химической обработки плоских предметов, например, для фотохимической обработки фотопластинок, форматных плёнок и фотобумаг, для травления печатных плат радиолюбителями, для травления клише.
В зависимости от сферы применения и используемых реактивов может изготавливаться из пластика, стекла, эмалированного металла, фаянса и иных материалов.
Изготавливаются размером несколько бо́льшим, нежели обрабатываемый фотографический материал. Маркируются обычно по максимальному обрабатываемому размеру, например 13×18 см.

## Другие значения

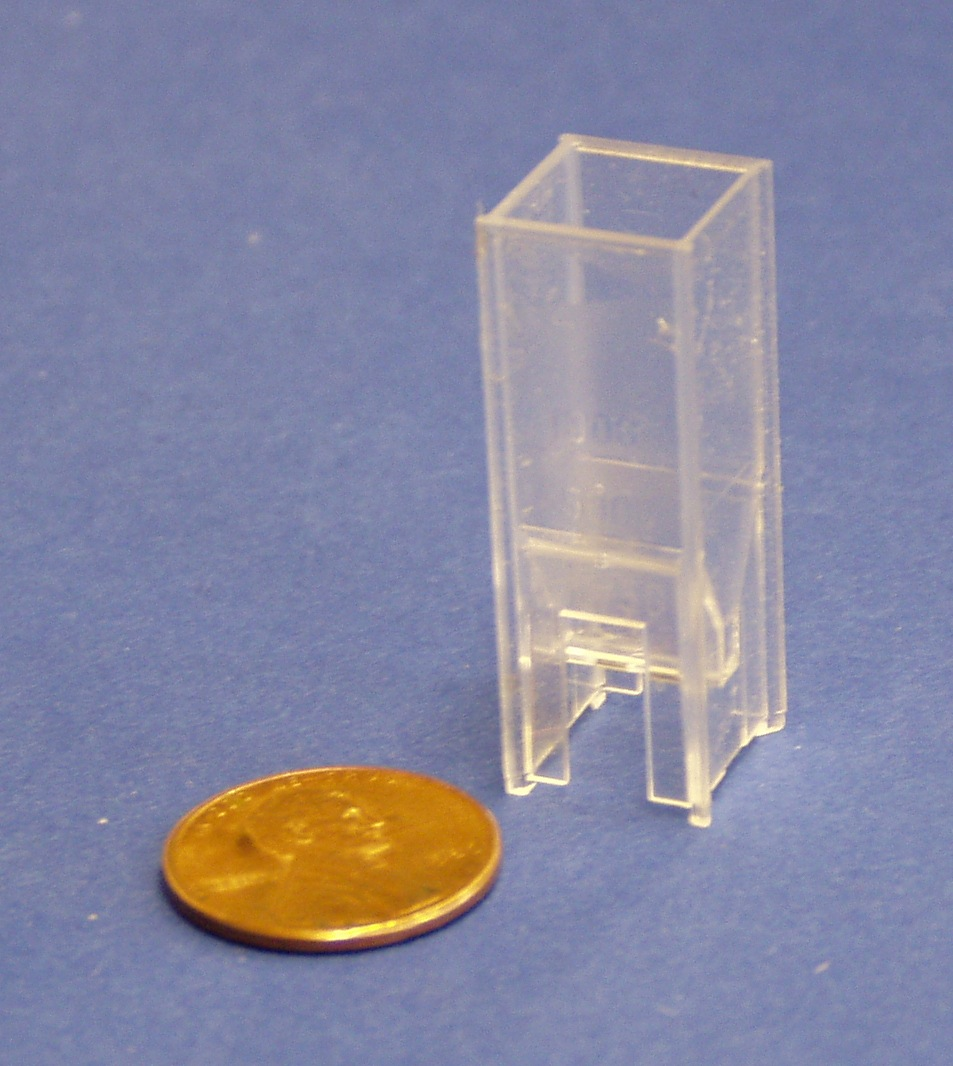
Кювета от спектрофотометра для измерения концентрации ДНК и РНК. Для масштаба приложена монета в 1 цент США (19 мм)

- Съёмная деталь различного оборудования, лоток, имеющий аналогичную форму. Например, кювета для моющего средства в стиральной машине.
- Часть лабораторного оборудования (например, фотометра), сосуд для оптического исследования жидкости, обычно плоской формы.
- Туалет для небольших домашних животных (кошек, собак). Может использоваться совместно с наполнителями, устраняющими запах, насыпаемыми в кювету.